# Sân bay Rostov-na-Donu
Sân bay Rostov-na-Donu (tiếng Nga: Аэропорт Ростов-на-Дону) (IATA: ROV, ICAO: URRR) là một sân bay quốc tế nằm cách Rostov-na-Donu 9 km về phía đông, ở miền nam Nga. Sân bay này đã phục vụ 727.900 lượt khách và 3428 tấn hàng hóa năm 2006.
Tất cả các chuyến bay thường xuyên và thuê bao đã được chuyển đến sân bay quốc tế Platov trước ngày 7 tháng 12 năm 2017 11:00. Hiện tại, sân bay đang bị đóng cửa để phá hủy thêm, vào ngày 1 tháng 3 năm 2018, sân bay cũ đã được lên kế hoạch để chính thức đóng cửa. 

## Các hãng hàng không và các tuyến điểm trước đây
- Air Malta (Malta) theo mùa
- Alrosa Mirny Air Enterprise (Mirny)
- Armavia (Yerevan)
- Austrian Airlines (Vienna)
- Czech Airlines (Prague)
- Kogalymavia (Surgut)
- Lufthansa (Frankfurt)
- Rossiya (Saint Petersburg)
- S7 Airlines (Moscow-Domodedovo)
- Scat Air (Aktyubinsk, Almaty, Aqtau, Astana, Shymkent)
- Sky Express (Moscow-Vnukovo)
- Turkish Airlines (Istanbul-Ataturk)
- UTair Aviation (Samara, Surgut)
- Uzbekistan Airways (Tashkent)